# Musikexpress
Musikexpress, (tytuł stylizowany jako musikexpress) – niemiecki miesięcznik z siedzibą w Berlinie, poświęcony muzyce i rozrywce. Założony w 1969 w Holandii. Funkcjonuje również jako strona internetowa, musikexpress.de. Należy do przedsiębiorstwa Axel Springer SE.  

## Historia
Historia magazynu muzycznego Musikexpress rozpoczęła się w kwietniu 1968 roku w Hadze w Holandii, jako niemieckojęzycznego dodatku do miejscowego magazynu Muziek Expres, założonego w 1956 roku przez organizatora koncertów Paula Acketa. W lipcu 1969 roku pojawiło się pierwsze całkowicie niemieckie wydanie Musikexpress z Mikiem Love’em z zespołu The Beach Boys na okładce. W tym samym roku magazyn rozpoczął publikowanie listy najlepszych albumów i piosenek roku, Die besten Alben und Songs des Jahres. 1 miejsce zajął wówczas album Abbey Road zespołu The Beatles.
W 2002 roku strona internetowa Musikexpress.de otrzymała nową szatę graficzną, oferując jednocześnie użytkownikom muzyki online dodatkowe funkcje, takie jak: alternatywne formy  subskrypcji (poprzez e-mail lub SMS), możliwość zostania współautorem strony czy udostępnienie nowej usługi składania zamówień online biletów na koncerty i festiwale.
W 2009 roku z okazji 40-lecia magazynu czytelnicy otrzymali przedruk pierwszego wydania z 1969 roku, a także ponad 70-stronicowy dodatek specjalny ze spojrzeniem na ponad 40 lat historii muzyki, w tym 100 najlepszych płyt z tego okresu.
We wrześniu 2010 roku Musikexpress wydał magazyn o modzie, ME.STYLE. Cyfrowa wersja magazynu została udostępniona również w formie aplikacji na iPada i prezentuje burzliwe cykle zdjęć ze stolicy w rozszerzonej wersji na tablet PC.
W lipcu 2011 roku magazyn włączył się w obchody 30-lecia istnienia zespołu Depeche Mode publikując listę jego 20 najlepszych utworów.
13 czerwca 2013 roku ukazał się w sprzedaży lipcowy, 84-stronicowy numer specjalny „ME Classics: The Rolling Stones”, zawierający historię The Rolling Stones od momentu jego powstania, w tym prawie wszystkie relacje Musikexpress (w formie archiwalnych przedruków) dotyczące zespołu z lat 1969–1979. Powodem do szczególnego zainteresowania Stonesami był fakt, iż Musikexpress w swoim inauguracyjnym numerze z lipca 1969 roku opublikował nekrolog o śmierci Briana Jonesa, założyciela zespołu i pomysłodawcy jego nazwy.
W 2019 roku z okazji 50-lecia magazynu wydany 70-stronicowy dodatek, prezentujący historię muzyki pop oraz zjawiska kulturowe i ich wpływ na kształtowanie tożsamości.
W listopadzie 2020 roku strona musikexpress.de miała, według danych Google Analytics,  810 tysięcy unikalnych użytkowników miesięcznie; 55% spośród nich stanowili mężczyźni, 68% – użytkownicy w wieku 20–49 lat, a 52% – użytkownicy mający wykształcenie zawodowe, maturę lub wykształcenie wyższe.   